# Ian Harding
Ian Harding (Heidelberg, 16 september 1986) is een Amerikaans acteur.
Harding is geboren in het Duitse Heidelberg als jongste kind van een gezin waarvan de vader als militair was uitgezonden. Enkele jaren later verhuisde het gezin terug naar de Verenigde Staten, Virginia. Harding begon met acteren op de highschool toen hij zich aanmeldde bij de drama club.
Zijn filmdebuut maakte hij in 2009 met Adventureland waarin hij een rijke jongen speelt. In 2010 maakte hij zijn televisiedebuut met een gastrol in NCIS: Los Angeles als Curtis Lacross. Hierna volgde een kleine rol in de film Love and Other Drugs en een rol in de internetserie Hollywood Is Like High School with Money.
Van 2010 tot 2017 speelde hij de rol van Ezra Fitz in Pretty Little Liars.